# Kollund Østerskov
Kollund Østerskov er en lille kystby i Sønderjylland med 269 indbyggere  (2024). Kollund Østerskov er beliggende ved Flensborg Fjord to kilometer øst for Kollund, fem kilometer øst for Kruså og 14 kilometer nord for Flensborg i Tyskland. Bebyggelsen tilhører Aabenraa Kommune og er beliggende i Region Syddanmark.
Den hører til Bov Sogn.